# Presidenti del Consiglio regionale del Limosino
Il presidente del Consiglio regionale del Limosino (in francese Président du conseil régional du Limousin) era il capo del governo dell'ex regione francese del Limosino e il capo del suo Consiglio regionale.
Con la riforma delle regioni, a partire dal gennaio 2016 le sue funzioni sono assunte dal presidente del Consiglio regionale della Nuova Aquitania. 

## Elenco
| Mandato           | Mandato           | Presidente | Presidente           | Partito | Partito            |
| ----------------- | ----------------- | ---------- | -------------------- | ------- | ------------------ |
| 5 gennaio 1974    | 21 settembre 1981 |            | André Chandernagor   |         | Partito Socialista |
| 21 settembre 1981 | 21 marzo 1986     |            | Louis Longequeue     |         | Partito Socialista |
| 21 marzo 1986     | 2 aprile 2004     |            | Robert Savy          |         | Partito Socialista |
| 2 aprile 2004     | 30 settembre 2014 |            | Jean-Paul Denatot    |         | Partito Socialista |
| 14 ottobre 2014   | 15 febbraio 2019  |            | Gérard Vandenbroucke |         | Partito Socialista |